# Адальберт Мікулич-Радецький
Адальберт Мікулич-Радецький (нім. Adalbert Mikulicz-Radecki; 24 грудня 1888, Черновіци — 2 травня 1958, Відень) — австрійський і німецький офіцер польського походження, генерал-лейтенант вермахту. Кавалер Німецького хреста в золоті.

## Біографія
Син професора гімназії. 18 серпня 1909 року поступив на службу в австро-угорські армію. Учасник Першої світової війни. Після війни продовжив службу в австрійській армії.
Після аншлюсу 15 березня 1938 року автоматично перейшов у вермахт. З 1 квітня 1938 року — командир 3-го батальйону 137-го гірського полку (Лінц). З 10 листопада 1938 року — в штабі 80-го піхотного полку (Кобленц). З 1 листопада 1939 року — командир 366-го піхотного полку. 10 жовтня 1941 року відправлений у резерв фюрера. З 29 жовтня 1941 року — польовий комендант 679. З 1 лютого 1942 року — командир 444-ї охоронної дивізії. 14 жовтня 1943 року через хворобу міокарда знову відправлений у резерв. З 1 січня 1944 року — командир дивізійного штабу для особливих доручень 417. 15 травня 1945 року потрапив у полон. 15 травня 1947 року звільнений.

## Звання
- Лейтенант (18 серпня 1909)
- Оберлейтенант (1 травня 1914)
- Гауптман (1 серпня 1916)
- Штабс-гауптман (1920)
- Майор (1 липня 1924)
- Оберстлейтенант (18 грудня 1934) — 15 березня 1938 року одержав патент від 1 листопада 1934 року.
- Оберст (1 лютого 1939) — патент від 1 серпня 1937 року.
- Генерал-майор (1 вересня 1941)
- Генерал-лейтенант (1 лютого 1943)

## Нагороди
- Пам'ятний хрест 1912/13
- Медаль «За військові заслуги» (Австро-Угорщина)
  - бронзова з мечами
  - 2 срібних з мечами
- Хрест «За військові заслуги» (Австро-Угорщина) 3-го класу з військовою відзнакою і мечами — нагороджений двічі.
- Військовий Хрест Карла
- Пам'ятна військова медаль (Австрія) з мечами
- Хрест «За вислугу років» (Австрія) 2-го класу для офіцерів (25 років)
- Хрест «За військові заслуги» (Австрія) 3-го класу (23 грудня 1936)
- Знак керівника гірських частин австрійської армії
- Почесний хрест ветерана війни з мечами
- Медаль «За вислугу років у Вермахті» 4-го, 3-го, 2-го і 1-го класу (25 років)
- Залізний хрест
  - 2-го класу (17 травня 1940)
  - 1-го класу (14 липня 1940)
- Медаль «За зимову кампанію на Сході 1941/42» (20 вересня 1942)
- Німецький хрест в золоті (24 липня 1943)